# Spytek Jarosławski (ok. 1436–1519)
Spytek Jarosławski herbu Leliwa (ur. ok. 1436, zm. 1519) – syn Rafała z Przeworska i Anny z Szamotuł. Był podkomorzym przemyskim (1464-72), wojewodą bełskim (1472–1474), wojewodą ruskim (1474–1479), starostą generalnym ruskim w latach 1479-1495 i starostą  leżajskim, wojewodą sandomierskim (1479–1491), wojewodą krakowskim (1491–1501), wojskim krakowskim do 1501, kasztelanem krakowskim (1501–1519), starosta Kościana w latach 1499–1508.

## Życiorys
Był gwarantem pokoju toruńskiego 1466 roku. 6 maja 1499 roku podpisał w Krakowie akt odnawiający unię polsko-litewską. Był świadkiem wydania przywileju piotrkowskiego w 1496 roku. Był sygnatariuszem unii piotrkowsko-mielnickiej 1501 roku. Podpisał konstytucję Nihil novi na sejmie w Radomiu w 1505 roku. W czasie bezkrólewia w 1506 roku, po śmierci króla Aleksandra Jagiellończyka regent Królestwa Polskiego. Szybko doprowadził do stabilizacji przez osadzenie na tronie Zygmunta, syna Kazimierza Jagiellończyka. Podpisał dyplom elekcji Zygmunta I Starego na króla Polski i wielkiego księcia litewskiego na sejmie w Piotrkowie 8 grudnia 1506 roku.

## Życie prywatne
Przed 1481 r. był w związku z Jadwigą z Warzyszyna, z którą miał dwie córki:
- Anna Jarosławska
- Magdalena Jarosławska